# Zabarwienia drewna
Zabarwienia drewna – grupa wad drewna określana jako odchylenie od pożądanej, jednolitej i równomiernej barwy drewna, wpływające ujemnie na właściwości fizykochemiczne niektórych wyrobów z drewna (sklejka, okleina), jak również obniżająca walory estetyczne wielu produktów. W przeciwieństwie do zgnilizn w zabarwieniach zmianie barwy drewna nie towarzyszy jego rozkład.
Zabarwienia powstają w następstwie działania czynników biotycznych i abiotycznych. Zabarwione drewno z czasem może przejść w zgniliznę.
Tak jak większość wad drewna zabarwienia jako wada mają charakter względny. Przykładem gdzie poszukiwana jest fałszywa twardziel jest drewno bukowe przeznaczone do budowy mebli, podłóg naturalnych czy płyt stolarskich.
Podział zabarwień:
- pochodzenia biotycznego:
  - sinizna,
  - fałszywa twardziel,
  - zaparzenie drewna,
  - wewnętrzny biel,
  - czerwień bielu,
  - brunatnica,
- pochodzenia abiotycznego:
  - zaciągi garbnikowe, słoneczne,
  - zabarwienia po spławie,
  - plamy wodne.